# 兴隆镇 (绵竹市)
兴隆镇，是中华人民共和国四川省德阳市绵竹市曾经下辖的一个镇。2019年12月，撤销兴隆镇，将其所属行政区域划归汉旺镇管辖。

## 行政区划
兴隆镇撤销前下辖以下地区：
泉兴社区、灵桥村、安仁村、广灵村、川木村和建设村。